# Чемпионат мира по конькобежному спорту на отдельных дистанциях 2024 — командная гонка (женщины)
Соревнования в командной гонке среди женщин на чемпионате мира по конькобежному спорту на отдельных дистанциях 2024 года прошли 16 февраля на катке «Олимпийский овал Калгари», Калгари, Канада.

## Результаты
| Место | Страна                                                        | Время   | Отставание |
| ----- | ------------------------------------------------------------- | ------- | ---------- |
| 1     | Нидерланды · Йой Бёне · Ирен Схаутен · Марейке Груневауд      | 2.51,20 |            |
| 2     | Канада · Валери Мальте · Ивани Блонден · Изабель Вайдеман     | 2.54,03 | +2,83      |
| 3     | Япония · Момока Хорикава · Аяно Сато · Михо Такаги            | 2.54,89 | +3,69      |
| 4     | США · Бриттани Боу · Миа Килбург · Джорджия Биркеланд         | 2.57,80 | +6,60      |
| 5     | Китай · Хань Мэй · Ян Биньюй · Цзинь Вэньцзин                 | 2.59,57 | +8,37      |
| 6     | Германия · Лия-Софи Шольц · Йозефине Шлёрб · Йози Хофманн     | 2.59,72 | +8,52      |
| 7     | Польша · Наталия Ябжик · Каролина Босек · Магдалена Чыщонь    | 3.00,58 | +9,38      |
| 8     | Швейцария · Жасмин Гюнтерт · Кейтлин Макгрегор · Рамона Хёрди | 3.00,86 | +9,66      |